# Oumaima Mejri
Pour les articles homonymes, voir Mejri.
Oumaima Mejri, née le 22 août 1994, est une haltérophile tunisienne.

## Carrière
Oumaima Mejri est médaillée d'argent à l'arraché, à l'épaulé-jeté et au total dans la catégorie des moins de 53 kg lors des championnats d'Afrique 2012 à Nairobi. Elle est médaillée d'or dans ces trois épreuves dans la catégorie des moins de 58 kg aux championnats d'Afrique 2013 à Casablanca.